# Andreas Ignatius Schaepman
Andreas Ignatius Schaepman (Zwolle, 4 settembre 1815 – Utrecht, 19 settembre 1882) è stato un arcivescovo cattolico olandese.

## Biografia
Fu ordinato prete a Oegstgeest il 10 marzo 1838: fu vicario di Zwolle e poi parroco di Ommerschans, Assen e Zwolle.
Il 20 settembre 1857 fu nominato rettore del seminario maggiore di Rijsenburg e il 2 maggio 1858 Joannes Zwĳsen, arcivescovo di Utrecht, lo scelse come vicario generale.
papa Pio IX il 3 luglio 1860 lo elesse vescovo di Esbo in partibus e ausiliare di Utrecht; nel 1862 fu nominato coadiutore, con diritto di successione, dell'arcivescovo Zwĳsen.
Divenne arcivescovo di Utrecht il 4 febbraio 1868.
Nel 1873 fondò la congregazione dei Fratelli di Nostra Signora del Sacro Cuore per l'istruzione e l'educazione cristiana della gioventù della diocesi.

## Genealogia episcopale e successione apostolica
La genealogia episcopale è:
- Vescovo Johannes Wolfgang von Bodman
- Vescovo Marquard Rudolf von Rodt
- Vescovo Alessandro Sigismondo di Palatinato-Neuburg
- Vescovo Johann Jakob von Mayr
- Vescovo Giuseppe Ignazio Filippo d'Assia-Darmstadt
- Arcivescovo Clemente Venceslao di Sassonia
- Arcivescovo Massimiliano d'Asburgo-Lorena
- Vescovo Kaspar Max Droste zu Vischering
- Vescovo Ludovicus van Wijkerslooth van Schalkwijk
- Arcivescovo Joannes Zwijsen
- Vescovo Franciscus Jacobus van Vree
- Arcivescovo Andreas Ignatius Schaepman

La successione apostolica è:
- Vescovo Petrus Hendricus Josephus van Ewijk, O.P. (1869)
- Arcivescovo Pieter Matthijs Snickers (1877)
- Vescovo Adrianus Godschalk (1877)